# Dean Lampkin
Dean Henry Lampkin – australijski judoka.
Uczestnik mistrzostw świata w 1985. Srebrny medalista igrzysk wspólnoty narodów w 1990. Zdobył trzy medale mistrzostw Oceanii w latach 1981 - 1988. Mistrz Australii w latach 1985 i 1987-1990.